# Festival Internacional da Canção
El Festival Internacional da Canção, coloquialmente conocido como «FIC», fue un certamen musical anualmente organizado en el Gimnasio Maracanãzinho (Río de Janeiro, Brasil) durante el periodo 1966-1972.

## Historia
Creado por iniciativa del periodista Augusto Marzagão, la primera edición del festival fue transmitida por TV Río y, a partir de la segunda versión, por la cadena TV Globo. La melodía de la obertura, llamada Hino do FIC ('Himno del FIC'), fue compuesta por Erlon Chaves. El conductor oficial era Hilton Gomes. El galardón del Festival, el Galo de ouro ('Gallo de oro'), fue diseñado por Ziraldo y confeccionado por la joyería H. Stern.
El festival tenía dos fases: La nacional, para escoger la mejor canción brasileña, y la internacional, para elegir el mejor tema de todos los países participantes —la competidora brasileña era la vencedora de la fase nacional—.

## Fase nacional

Tom Jobim (izq.) y Chico Buarque (der.) en el Festival Internacional de la Canción (FIC) en 1968

Las siguientes son las canciones vencedoras de la fase nacional, donde participaban solo representantes de Brasil:
1966
- Saveiros (de Dori Caymmi y Nelson Motta), con Nana Caymmi (2.º lugar en la competencia internacional).
- O cavaleiro (Tuca y Geraldo Vandré), con Tuca.
- Dia das rosas (Luiz Bonfá y Maria Helena Toledo), con Maysa.

1967
- Margarida (de Guttemberg Guarabyra), con Guttemberg Guarabyra y el Grupo Manifesto (3.er lugar en la competencia internacional).
- Travessia (Milton Nascimento y Fernando Brant), con Milton Nascimento (premio al mejor intérprete).
- Carolina (Chico Buarque), con Cynara y Cybele.
- Fuga e antifuga (Edino Krieger y Vinicius de Moraes), con el Grupo 004 y As Meninas.
- São os do Norte que vêm (Capiba y Ariano Suassuna), con Claudionor Germano.

1968
- Sabiá (de Tom Jobim y Chico Buarque), con Cynara y Cybele (posterior ganador de la fase internacional).
- Pra não dizer que não falei de flores (Caminhando) (Geraldo Vandré), con Geraldo Vandré.
- Andança (Edmundo Souto, Danilo Caymmi y Paulinho Tapajós), con Beth Carvalho y Golden Boys.
- Passaralha (Edino Krieger), con el Grupo 004.
- Dia de vitória (Marcos Valle y Paulo Sérgio Valle), con Marcos Valle.

1969
- Cantiga por Luciana (de Edmundo Souto y Paulinho Tapajós), con Evinha (posterior ganador de la fase internacional).
- Juliana (Antonio Adolfo y Tibério Gaspar), con A Brasuca.
- Visão geral (César Costa Filho, Ruy Maurity y Ronaldo Monteiro de Souza), con César Costa Filho y el Grupo 004.
- Razão de paz pra não cantar (Eduardo Laje y Alésio Barros), con Cláudia.
- Minha Marisa (Fred Falcão y Paulinho Tapajós).

1970
- BR-3 (de Antonio Adolfo y Tibério Gaspar), con Tony Tornado y el Trío Ternura (3.er lugar en la competencia internacional).
- O amor é o meu país (Ivan Lins y Ronaldo Monteiro de Souza), con Ivan Lins.
- Encouraçado (Sueli Costa y Tite de Lemos), con Fábio.
- Um abraço terno em você, viu mãe (Gonzaguinha), con Gonzaguinha.
- Abolição 1860-1960 (Dom Salvador y Arnoldo Medeiros), con Luís Antônio, Mariá y el Conjunto Dom Salvador.

1971
- Kyrie (de Paulinho Soares y Marcelo Silva), con el Trío Ternura (3.er lugar en la competencia internacional).
- Karany Karanuê (José de Assis y Diana Camargo), con el Trío Ternura.
- Desacato (Antônio Carlos y Jocáfi), con Antônio Carlos y Jocáfi.
- Canção pra senhora (Sérgio Bittencourt), con O Grupo.
- João Amém (W. Oliveira y Sérgio Mateus), con Sérgio Mateus.

1972
- Fio Maravilha (de Jorge Ben), con Maria Alcina y el percusionista Paulinho da Costa.
- Diálogo (Baden Powell y Paulo César Pinheiro), con Tobías e Cláudia Regina (ganador del I Festival OTI de la Canción).
- Let me sing (Raul Seixas), con Raul Seixas.
- Eu sou eu, Nicuri é o diabo (Raul Seixas).

## Fase internacional
Cada año participaron en el festival artistas conocidos internacionalmente.
1966
La versión internacional del certamen fue ganada por la cantante alemana Inge Brück («Frag den Wind»); esta victoria le permitió ser designada internamente para representar a su país en Eurovisión. Otros participantes destacados fueron Guy Mardel («L'amour toujours l'amour», Francia), que se clasificó en la 3.ª posición y Simone de Oliveira («Começar de novo», Portugal), que acabó en la 4.ª posición.
Entre los diez finalistas figuró la representación española, constituida por el Dúo Dinámico con la canción «Un día llegará». Otra finalista fue la representante de Perú, Betty Missiego, que defendió la canción «María Sueños» compuesta por Chabuca Granda. Entre los contendientes del FIC 1966 hubo otros dos eurovisivos de aquel año: Udo Jürgens («Geh' vorbei», Austria) y Lill Lindfors («Hey tiste man, hey», Suecia).
1967
Ganó el italiano Jimmy Fontana con la canción «Per una donna». Por España se presentó Manolo Díaz con la canción «El pobre». Otros participantes fueron Jean Vallée («Je croyais en moi», Bélgica) y Hervé Vilard («L'avion de nulle part», Mónaco).
1968
Triunfó por primera vez la delegación brasileña gracias a «Sabiá», interpretada por Cynara y Cybele. En 2.º lugar quedó el representante de Canadá, Paul Anka, con la canción «This crazy world» y 3.º fue el estadounidense Michael Dees, que defendió la canción «Mary». El cantante Romuald representó a Andorra con la canción «Le bruit des vagues» y obtuvo el 5.º lugar. 
España estuvo representada por Salomé, quien presentó la canción «La feria» y acudió acompañada de Augusto Algueró. Otras figuras que participaron fueron: Marinella (Grecia, «If you want to come»), Madalena Iglésias (Portugal, «Poema da vida»), Françoise Hardy (Francia, «A quoi ça sert?»), Pino Donaggio (Italia, «Non domandarti»), Karel Gott (Checoslovaquia, «Lady Carneval»), Peter Horton («Ja», Austria), Kirsti Sparboe (Noruega) y Jean Vallée (Bélgica). Armando Manzanero compuso la canción mexicana «Puedo morir mañana», que fue defendida por Imelda Miller. La canción fue grabada en España por Salomé.
1969
Segundo triunfo consecutivo para Brasil, defendido en esta ocasión por Evinha y la canción «Cantiga por Luciana».
Por España se presentó Joan Manuel Serrat con la canción «Penélope», con la que obtuvo el 6.º puesto. Augusto Algueró, compositor del tema, se llevó el premio al mejor arreglo instrumental. Francia quedó en la 4.ª posición representada por Frida Boccara («Nos vertes collines»). Romuald volvió a representar a Andorra con la canción «Tous les printemps du monde» y obtuvo el 5.º lugar. Malcolm Roberts representó al Reino Unido con la canción «Love is all» y fue 3.º.
Otros participantes de esta edición fueron Luis Aguilé («Me has enseñado a conocer lo que es el amor», Argentina), Monna Bell («Se ha perdido el amor», Chile), Al Bano («Nel silenzio», Italia), Benny Borg («A wind sang in the trees», Suecia), Tereza Kesovija («Je t'aime et la terre est bleué», Yugoslavia) y Anita Traversi («Une perce niege», Suiza).
1970
Victoria del representante argentino Piero con la canción «Pedro Nadie». El representante de España fue Nino Bravo («Elizabeth»). La cantante Rosa Morena acudió en representación de Andorra con la canción «Como un pájaro». Carmen Sevilla y Juliette Gréco acudieron como miembros del jurado, que fue presidido por el futbolista Pelé, dedicado a la canción en aquellos momentos.
Alemania presentó a la popular Katja Ebstein, quien acudió sustituyendo a la inicialmente anunciada Marianne Rosenberg; Katja Ebstein fue elegida la mejor cantante del año en el festival. Italia llevó a Iva Zanicchi y por Grecia se presentó Marinella con la canción «Kyra Giorgena», quedando en el 4.º lugar. Otras celebridades presentes en este festival fueron Michèle Torr («Rire ou pleurer», Mónaco), Paola del Medico («Emporte-moi sur ton menage», Suiza) y Little Tony («Capelli biondi», San Marino).
1971
Los Hermanos Castro ganaron por México gracias a la canción «Y después del amor», dejando en segundo lugar a Rocky Shanan («Love on my mind», Pakistán) y en tercero a Brasil con el Trío Ternura («Kyirie»). Por España acudió Massiel («Dormido amor»), que se llevó el 5.º puesto. 
Katja Ebstein volvió por segundo año consecutivo a Río mientras que Ilanit representó a Israel. Otros participantes de renombre fueron Fausto Leali («Piango per chi», Italia) y Tonicha («Manhã clara», Portugal).
1972
El número de países invitados fue sensiblemente inferior al de otros años por lo que varios países tuvieron dos representaciones.
España volvió a ser representada por Nino Bravo («Mi tierra»), cuya canción empató en puntos con la estadounidense «Nobody calls me prophet», cantada por David Clayton-Tomas. El presidente del jurado, de nacionalidad estadounidense, fue el encargado de deshacer el empate y falló en favor de su compatriota.
Sin lugar a dudas, el tema que mayor repercusión tuvo de cuantos pasaron por esta edición del festival fue el que representaba a Grecia, «Velvet mornings», defendido por Demis Roussos. Esta actuación le consagró internacionalmente pero en la clasificación solo pudo obtener el 3.er puesto.
Italia acudió con una propuesta psicodélica titulada «Aeternum» defendida por el grupo Formula Tre, que se llevó el premio a la popularidad concedido por un jurado de DJ brasileños. El segundo representante español fue Víctor Manuel con la canción «Qué pena». Una de las dos canciones de Brasil para la fase internacional fue «Diálogo», de Baden Powell y Paulo César Pinheiro e interpretada por Tobías y Cláudia Regina —esta canción representó semanas más tarde a Brasil en el I Festival OTI 1972, ganando el festival—. Entre los semifinalistas que no llegaron a la final destaca la participación de Clodagh Rodgers («You are my music», Reino Unido), Marianne Mendt («Eine tages», Alemania) y Mary Roos («Viva», Alemania).

## Ganadores
Las siguientes son las canciones vencedoras de la fase internacional:
| Año  | País, canción e intérprete(s)                                 | Idioma (en ISO 639-1) | Autor(es) y compositor(es)                             |
| ---- | ------------------------------------------------------------- | --------------------- | ------------------------------------------------------ |
| 1966 | Alemania · «Frag den Wind» · Inge Brück                       | de                    | Helmut Zacharias y Carl J. Schauber                    |
| 1967 | Italia · «Per una donna» · Jimmy Fontana                      | it                    | Marcello De Martino, Giulio Perretta y Corrado Mantoni |
| 1968 | Brasil · «Sabiá» · Cynara e Cybele                            | pt                    | Tom Jobim y Chico Buarque de Hollanda                  |
| 1969 | Brasil · «Cantiga por Luciana» · Evinha                       | pt                    | Paulo Tapajós y Edmundo Souto                          |
| 1970 | Argentina «Pedro Nadie» Piero                                 | es                    | Piero y José Tcherkaski                                |
| 1971 | México · «Y después del amor» · Hermanos Castro               | es                    | Arturo Castro                                          |
| 1972 | Estados Unidos «Nobody Calls me Prophet» David Clayton-Thomas | en                    | David Clayton-Thomas y William Smith                   |